# سار-اونیون
سار-اونیون (به فرانسوی: Sarre-Union) یک کمون در فرانسه است که در Canton of Sarre-Union واقع شده‌است.

## خصوصیات
سار-اونیون ۱۵٫۳۹ کیلومترمربع مساحت و ۳٬۲۷۳ نفر جمعیت دارد.